# Michele Piccirillo (Boxer)
Michele Piccirillo (* 29. Januar 1970 in Bari, Apulien) ist ein ehemaliger italienischer Profiboxer. Er war von April 2002 bis März 2003 IBF-Weltmeister im Weltergewicht.
Als Amateur war er Teilnehmer der Olympischen Sommerspiele 1992 in Barcelona und erreichte einen neunten Platz im Halbweltergewicht.

## Amateurkarriere
Piccirillo begann unter der Trainerschaft seines Vaters Scipione Piccirillo mit dem Boxen und gewann 1988 die Silbermedaille im Leichtgewicht bei der Junioren-Europameisterschaft in Danzig, nachdem er erst im Finale gegen Magomed Schaburow unterlegen war.
Als Erwachsener boxte er im Halbweltergewicht und nahm an der Europameisterschaft 1989 teil, wo er in der Vorrunde gegen Dariusz Czernij ausschied. Bei der Weltmeisterschaft 1989 in Moskau besiegte er Mark Leduc, verlor jedoch im Achtelfinale gegen Nergüin Enchbat.
Bei der Europameisterschaft 1991 unterlag er erst im Halbfinale gegen Andreas Zülow und gewann damit eine Bronzemedaille, zudem gewann er die Silbermedaille bei den Mittelmeerspielen. Bei der Weltmeisterschaft desselben Jahres in Sydney unterlag er in der Vorrunde gegen Vernon Forrest.
Mit Siegen gegen Željko Ristović, Neil Gough, Peter Richardson, Jyri Kjäll und László Szűcs gewann er das europäische Olympia-Qualifikationsturnier und nahm anschließend an den Olympischen Sommerspielen 1992 in Barcelona teil. Dort besiegte er in der Vorrunde Anoushiravan Nourian, schied dann jedoch im Achtelfinale gegen Jyri Kjäll aus.

## Profikarriere
Er boxte von Dezember 1992 bis März 2009 bei den Profis und gewann 50 von 56 Kämpfen. Sein größter Erfolg war der Gewinn der IBF-Weltmeisterschaft im Weltergewicht am 13. April 2002 gegen Cory Spinks, nachdem er im September 2001 einen Ausscheidungskampf gegen Rafael Pineda gewonnen hatte. Er verlor den Titel jedoch im direkten Rückkampf gegen Spinks am 22. März 2003.
Am 13. August 2005 verlor er beim Kampf um die WBC-Weltmeisterschaft im Halbmittelgewicht gegen Ricardo Mayorga. Einen weiteren Kampf um diesen Titel verlor er am 1. Dezember 2007 gegen Vernon Forrest.
Er beendete seine Karriere nach einer K.-o.-Niederlage gegen Jamie Moore im März 2009.

### Titelgewinne als Profi
- 18. Juni 1994: IBF-Intercontinental-Champion im Halbweltergewicht (3 Titelverteidigungen)
- 21. Juli 1995: Italienischer Meister im Halbweltergewicht (1 Titelverteidigung)
- 13. September 1997: WBU-Intercontinental-Champion im Weltergewicht
- 29. November 1997: EBU-Europameister im Weltergewicht
- 4. Mai 1998: WBU-Weltmeister im Weltergewicht (8 Titelverteidigungen)
- 13. April 2002: IBF-Weltmeister im Weltergewicht
- 10. März 2006: EBU-Europameister im Halbmittelgewicht (2 Titelverteidigungen)

## Sonstiges
Nach seiner aktiven Karriere eröffnete er eine Bar in Modugno.